# Eu, Empresa
Eu, Empresa é um filme brasileiro do gênero drama de 2021, escrito e dirigido por Marcus Curvelo e Leon Sampaio. Teve sua estreia mundial na competição da Mostra de Cinema de Tiradentes.

## Sinopse
Um trabalhador autônomo enfrenta problemas financeiros e emocionais. Sem nenhuma oportunidade decente, ele cria um canal no YouTube como uma tentativa de lucrar com suas próprias falhas enquanto pega empregos precários em grandes corporações.

## Elenco
- Marcus Curvelo como Joder
- Carlos Baumgarten como Baumga
- Carol Alves como Lu

## Recepção
Michel  Gutwilen, do portal Plano Crítico, escreveu que "o cinema de Curvelo é o cinema do “eu”, do narcisismo, daquele que tem consciência de ser o centro das atenções da câmera e auto-ironiza sua própria condição de privilégio. Seu grande trunfo está nesta falsa-poetização melancólica dos white people problems, fazendo grandes “tempestades em copos d’água”, retratando dramas existencialistas de um jovem branco de classe média como se eles fossem equivalentes ao fim do mundo, em uma falsa-romantização dessas pequenas situações".
Vitor Velloso, do portal Vertentes do Cinema, escreveu "Em Eu, Empresa há o escárnio do mundo contemporâneo que passou a curvar-se para um processo de “coachzação”: você deve ter o mindset certo, a postura correta, pensar positivo, ser o próprio chefe, ousado e ter personalidade. O personagem embarca no balaio sem um rumo concreto além das cifras e escancara alguns pontos basilares da falibilidade do meandro neoliberal e “meritocrático”."